# Шпанија
Шпанија (шп. España), званично Краљевина Шпанија (шп. Reino de España), је јужноевропска држава, смештена на југозападу континента на Пиринејском полуострву и неколико суседних архипелага и енклава. Граничи се са Португалијом на западу и Француском и Андором на североистоку. Излази на Средоземно море на југу и истоку и Атлантски океан на северу и северозападу, европски део Гибралтара граничи с Шпанијом. Главни град је Мадрид. У саставу Шпаније се такође налазе и два архипелага: Балеарска острва у Средоземном мору и Канарска острва у Атлантском океану. Сеута и Мелиља (две енклаве на северу афричког континента са статусом аутономних градова), као и Ливија (енклава у француским Пиринејима), такође припадају шпанској држави.
Шпанија је чланица Уједињених нација, Европске уније и НАТО савеза.

## Географија

### Положај
Државе и територије са којима се Шпанија граничи су: Андора, Португалија, Мароко, Гибралтар и Француска. Површина државе износи 505.990 km².
Шпанија се налази у умереној зони, између 43°47'24" и 36°00'40" северне географске ширине, и између 7°00'29" источне и 5°36'40" западне географске дужине.

### Геологија и рељеф
Најстарији део Шпаније, представља 600–800 m висока висораван Мезета, која је грађена од прекамбријских и кристаластих стена и старих кречњака. На северу је окружена младим набраним Кантабријским планинама и Пиринејима (Пико де Анети, 3.404 m), а на југу Андалузијским планинама или Бетијским Кордиљерима, који су грађени од мезозојских и терцијарних наслага.
Андалузијске планине састоје се од неколико масива, који се пружају паралелно с обалом Средоземног мора: централни део Сијера Неваде (Sierra Nevada) с највишим врхом Шпаније (Муласен, 3.481m). Између јужног руба Мезете, односно Сијера Морене (Sierra Morena) и Андалузијских планина налази се велика Андалузијска тектонска депресија. На североисточном рубу Мезете пружају се Иберијске планине, грађене од кредних и јурских наслага, а између њих, Пиринеја и Кантабријских планина смештена је долина реке Ебро (Храгонска котлина). Са висоравни Мезета издижу се планински масиви Сијера де Гата (Sierra de Gata), Сијера де Гредос (Sierra de Gredos) и Сијера де Гвадарама (Sierra de Guadarrama), који су настали раседањем у терцијару. Обала је углавном стрма и слабо неразуђена. Добро је рашчлањена само обала Галиције и северозападне Шпаније са мноштвом залива карактеристичног облика.

### Воде
Основу хидрографске мреже Шпаније чини пет река: Гвадалкивир, Гвадијана, Тахо (Тежо у Португалу) и Дуеро, које припадају сливу Атлантског океана и Ебро — притока Средоземног мора. Реке на северозападу Шпаније имају више воде, краћи ток, релативно велики пад, а њихова естуарска или ријаска ушћа погодују развоју воденог саобраћаја. Токови који се спуштају са високих планина (Пиринеја, Бетијских Кордиљера и др.) имају велике падове и значајан хидроенергетски потенцијал. У кречњачким теренима реке су најчешће формирале кањоне или клисуре, стрме одсеке („квесте“) а ту су и водопади и брзаци, погодни за производњу електричне енергије. Већи токови искоришћени су за наводњавање плодних равница.

### Клима
Шпанија се налази у умереном појасу, а њен неуједначен рељеф утиче на велику климатску разноврсност. Често се за климу Шпаније каже да је средоземна (медитеранска). Међутим, то је само донекле тачно јер само приобално подручје истока, југоистока и југа Шпаније има средоземне карактеристике.
На измене климе превасходно утиче надморска висина, па долази и до вертикалне климатске зоналности. Уз то, планине се углавном издижу уз рубним деловима земље, па су значајна препрека ширењу климатских утицаја из околних простора. Због тога средишњи део Шпаније — Мезета, има знатно другачије поднебље, од оног које би одговарало географској ширини тог простора.
На истоку и југу Шпаније где преовлађује средоземна клима (често се наводи и као суптропска) средње месечне температуре током године крећу се од 13 °C до 25 °C, а излучи се од 350 — 500 mm падавина. За ово подручје карактеристично је дуго, топло, суво и сунчано лето, када максималне температуре достигну и 48 °C. Средоземна обала Шпаније има највећи број сунчаних сати у Европи. Зиме су у приморју угодне, а на југу топле.
Северозапад Шпаније, односно атлантска обала, која излази и на Бискајски залив, има свежију климу, па се температуре крећу од 8-20 °C. Са Бискајског залива према полуострву крећу се влажне масе, па се на планинским падинама излучи највише падавина, око 900-2000 mm. Због благе океанске климе и доста падавина, читаво подручје је под релативно бујном и зеленом вегетацијом, па се ова регија често назива и „Зелена обала“ (Коста Верде, шп. Costa Verde).
Унутрашњу Шпанију, са континенталном климом карактеришу средње месечне температуре од 3-23 °C, а током зиме често буду и негативне. У овој регији се просечно годишње излучи испод 500 mm талога, а на неким деловима мање од 300 милиметара. Источни обод поприма неке карактеристике медитеранске климе, док се северозападни руб приближава океанском климату.

### Флора и фауна
Шпанија има мало шума свега око 15% укупне површине, и заступљене су само на вишим деловима планина, највише на северозападу државе. У унутрашњости Шпаније основу природног пејзажа чине ксерофитне заједнице. Шикару (matorral), углавном тешко проходну сачињавају грмови јасена, ловора, рузмарина и дивље маслине, а на лошем земљишту расте трава. У тим условима успевају лековите биљке, најчешће лаванда, кадуља и мајчина душица. Простори који су обрасли мајчином душицом називају се „томиларес“ (tomillares). У пролеће кад шикара и површине под лековитим травама озелене привлаче живи свет својим шаренилом боја и ароматичним мирисима.
Лети је знатно другачије, јер уз стално ведро небо и високу температуру, вегетација углавном пожути, а у први план долазе огољени камени блокови (сипари). Југоисточни део Мезете, у таквим условима, има оскудну степску вегетацију. Средоземну обалу карактерише разноликост, која је углавном производ људског рада, односно ради се о култивисаним биљним врстама (агруми, маслине, винова лоза, поврће, чак и палме и друго). У средоземним климатско-вегетацијским условима живи медитеранска фауна, коју карактерише велики број гмизаваца, инсеката и птица, док су се крупније животиње одржале углавном у планинским пределима.

## Историја
Прва писана сведочанства описују Иберију као земљу настањену Иберима, Баскима и Келтима. Након великих борби долази под власт Рима. Током средњег века њом су завладала германска племена да би недуго затим потпала под власт Мавара из северне Африке. Током вишевековне борбе мала хришћанска краљевства са севера успела су да поврате власт над полуострвом. Последње маварско краљевство пало је исте године када је Колумбо стигао дo Америке. Тада је почело да се ствара глобално царство а Шпанија је наредих векoва и по била водећа европска и светска сила.
Бројни ратови и други проблеми временом су урушили њен статус. Наполеонова инвазија је довела до хаоса у земљи, и подстакла покрете за независност у шпанским колонијама. Непосредно пре Другог светског рата Шпанију је задесио крвави грађански рат који је на власт довео диктаторски режим. Крајем седамдесетих година 20. века долази до обнове демократије а нешто касније Шпанија се придружује Европској унији, бележећи стабилан економски развој и културни препород.

### Преисторија и преромански народи
На основу археолошког налазишта Атапуерка може се закључити да је Иберијско полуострво било настањено хоминидима пре 1,2 милиона година. Људи су на Иберијско полуострво дошли са севера пре 35.000 година. Најпознатији артефакти о овим преисторијским људским насеобинама су цртежи у пећини Алтамира у Кантабрији, на северу полуострва, које су начинили Кромањонци између 35.600 и 13.500. године пре нове ере. На основу археолошких и генетских истраживања долази се до закључка да је Иберијско полуострво послужило као уточиште становницима северне Европе током последњег леденог доба.
Пре римског освајања Иберијско полуострво су углавном настањивали Ибери и Келти. Ибери су живели дуж медитеранске обале од североистока до југоистока полуострва. Келти су настањивали унутрашњост и атлантску обалу од северозапада до југозапада. Баски су живели у западном делу Пиринеја и у суседним областима, Тартешани су живели на југозападу а Лузитанци и Ветонци у средишњем делу запада полуострва. Дуж средоземне обале постојале су бројне трговачке насеобине Феничана, Грка и Картагињана.

### Римско царство и Готско краљевство
Током Другог пунског рата, између 210. и 205. п. н. е., Рим је освојио картагинске колоније на Средоземљу. Римљанима је било потребно скоро два века за потпуно освајање Иберијског полуострва, да би њиме владали више од шест векова. Келтско и иберијско становништво постепено је романизовано (латинизовано). Локалне вође су постале део римске аристократије а Хиспанија је постала житница Римског царства, извозник злата, вуне, маслиновог уља, и вина. Пољопривредна производња је повећана са изградњом система за наводњавање, од којих су неки још увек у употреби. Цареви Хадријан, Трајан, Теодосије I, и филозоф Сенека су рођени у Хиспанији. Хришћанство је на ово поднебље стигло у првом веку а раширило се у градовима током другог века. Већина данашњих језика у Шпанији и законодавство воде порекло из овог периода.
Слабљење владавине Западног римског царства у Хиспанији је почело 409, када су германска племена Свеви и Вандали, заједно са Сарматским Аланима прешли Рајну и опустошили Галију, да би их Визиготи исте године довели у Иберију. Свеви су основали краљевство на подручју данашње Галиције и северне Португалије. Распадом Западног римског царства нестало је постојеће друштвено уређење, мада су новоформиране државе задржале многе институције и законе потоњег царства, укључујући хришћанство.
Хаздинзи, савезници Алана, такође су основали краљевство у Галицији, заузевши углавном исто подручје али су своју власт проширили јужно до реке Дуеро. Вандалско племе Силинзи је заузело подручје названо Вандалузија, данашња Андалузија. Византинци су на југу Иберијског полуострва основали енклаву Спанију, с циљем обнове Римског царства на овом подручју. Међутим, Хиспанија је на крају уједињена током владавине Визигота.

### Средњи век
Почетком осмог века Омејадски калифат се проширио на Иберијском полуострву. Маври из северне Африке су заузели скоро цело полуострво, изузев мале планинске области на северозападу.
Под шеријатских законима хришћани и Јевреји су имали подређени статус. Овакав положај је хришћанима и Јеврејима бранио исповедање религије, такође њихова права су у сваком погледу била мања у односу на муслимане.
Преобраћење у ислам добило је велике размере. Верује се да су крајем 10. века мулади (муслимани пореклом са Иберијског полуострва) чинили већину становништва Ал-Андалуза.
Муслиманску заједницу на полуострву карактерисала је шароликост и социјална напетост. Временом је дошло до сукоба између Бербера из северне Африке, најзаслужнијих за освајање ове територије, са арапским вођама са Блиског истока. Поред њих ту је била и бројна маварска популација, која је живела углавном у долини реке Гвадалкивир, у приобаљу Валенсије, долини реке Ебро и у планинским областима Гранаде.
Кордова, главни град калифата, био је највећи, најбогатији и најпрефињенији град у западној Европи. У Средоземљу је цветала трговинска и културна размена а муслимани су ово подручје оплеменили својим познавањем науке. Муслимански и јеврејски научници су дали значајан допринос оживљавању и ширењу грчке културе у западној Европи. Два значајна филозофа тога доба били су Ибн Рушд и Мојсије Мајмонид. Романизовани становници Иберијског полуострва су заједно са муслиманима и Јеврејима допринели стварању аутентичне културе на овом подручју. Ван градова, где је живела већина људи, власништво над земљом није мењано још од римског доба, с обзиром да су муслимански властодршци веома ретко одузимали земљиште. Такође, донете су и нове културе и технике обраде земље што је допринело развоју пољопривреде.
Током једанаестог века долази до подела међу муслиманима, што је малим хришћанским државама омогућило да знатно прошире своје територије. Владари династија Алморавида и Алмохада из северне Африке су успоставили јединство међу муслиманима. Ова поновно уједињена исламска држава је током наредних сто година бележила напредак и у извесној мери повратила територије које су јој хришћани заузели.
Недуго пошто су Маври заузели Иберијско полуострво, код Шпанаца и Португалаца настаје покрет за његово ослобађање под именом Реконкиста. За почетак Реконкисте узима се битка код Ковадонге из 722. године. Након победе хришћанске војске над муслиманским снагама створена је хришћанска Краљевина Астурија на северозападу полуострва. Недуго затим, 739. године, муслимани су протерани из Галисије која је прикључена Краљевини Астурији.
Муслиманска војска је такође покушала продор преко Пиринеја али је поражена у бици код Поатјеа у Франачкој. Доцније су франачке снаге успоставиле хришћанске округе (шп. Marca Hispánica) на јужној страни Пиринеја. Ове области су касније прерасле у краљевства Навара, Арагон, и Каталонија. Током наредних неколико векова граница између области под влашћу муслимана и хришћана протезала се долинама река Ебро и Дуеро.
Распадом Ал-Андалуза, на међусобно завађена таифска краљевства, стекли су се услови да хришћанска краљевства остваре превласт на Иберијском полуострву. Заузимање стратешки важног града Толеда 1085. године представљало је показатељ велике промене равнотеже снага у корист хришћанских краљевстава. Велика маварска упоришта пала су под власт хришћана у 13. веку — Кордова 1236. а Севиља 1248. године — док је само енклава Гранада остала у муслиманским рукама као вазална држава.
У овом периоду долази до поновног процвата књижевности и филозофије настале на римским и готским тековинама. Рамон Љуљ је један од значајнијих филозофа овога доба. Краљ Алфонсо X од Кастиље се посветио стварању јединственог националног идентитета и будуће државе Шпаније. Тежио је ка повезивању иберијских хришћанских краљевстава са другим средњовековним европским државама. Увео је кастиљански као службени језик.
Краљеви су, угледавши се на законе и институције старог Рима, желели већу власт, борећи се против племства. Мариниди су у 13. и 14. веку напали Иберијско полуострво из северне Африке, и успоставили су неколико енклава дуж јужне обале. Међутим, нису успели да обнове власт над полуострвом и убрзо су истерани. Такође, током 13. века, краљевина Арагон, смештена на североистоку данашње Шпаније, проширила је своје територије на острва у Медитерану, до Сицилије и Атине. Тих година су основани Универзитет у Паленсији (1212/1263) и Универзитет у Саламанки (1218/1254). Црна смрт је током 1348. и 1349. разорила Шпанију.
Браком између Изабеле I од Кастиље и Фердинанда II Арагонског 1469. долази до уједињења хришћанских краљевстава Кастиља и Арагон. Канарска острва су освојена 1478. а 1492. здружене снаге Кастиље и Арагона заузеле су Емират Гранада, чиме је окончана владавина муслимана на Иберијском полуострву, која је трајало 781 годину.
Године 1478. започела је шпанска инквизиција током које су Сефарди били приморани да пређу у католицизам или да буду протерани са шпанских територија. Споразумом у Гранади гарантована су права муслимана, мада су поштована само делимично. Муслимани су у потпуности протерани са Иберијског полуострва почетком 17. века, након устанка у Алпахурасу.

### Империјална Шпанија
Основу за настанак савремене Шпаније и Шпанске империје представљало је уједињење круна Арагона и Кастиље склапањем брака између њихових суверена. Међутим, свако од краљевстава унутар Шпаније задржало је атрибуте државности у друштвеном, политичком и законодавном погледу, као и у области језика и монетарне политике.
Изабела и Фердинанд су учврстили своју моћ на рачун месног племства, а реч Еспања (шп. España), чији је корен древно име Хиспанија (лат. Hispania), почела је да се користи као заједнички назив за два краљевства.
Велике политичке, законодавне, верске и војне реформе допринеле су позиционирању Шпаније као Прве светске силе.
Година 1492. такође је означила одлазак Кристифора Колумба у Нови свет на путовање које је финансирала краљица Изабела. Колумбо је током првог путовања прешао Атлантик и стигао до Карипских острва, чиме је почело европско истраживање и освајање Америке, иако је он био убеђен да је стигао до Оријента. Колонизацију америчког континента започели су конкистадори попут Ернана Кортеса и Франсиска Пизара.
Шпанија је била водећа европска сила током 16. и већег дела 17. века. Овај статус је ојачала трговином и богатством стеченим из колонија, такође, постала је и водећа поморска сила света. Врхунац је достигла током владавина прве двојице Шпанских Хабзбурга — Карла V (1516—1556) и Филипа II (1556—1598). Током овог раздобља Шпанија се суочила са Италијанским ратовима, Устанком комунероса, Холандском револуцијом, Побуном Мориска, сукобима са Османлијама, Англо-шпанским ратом и ратовима са Француском.
Запоседањем територија у Новом свету и захваљујући браковима између владајућих династија или наслеђивањем, Шпанска империја је знатно проширена. Обухватала је огромна пространства на америчком континенту, острва у азијско-пацифичком региону, делове Италије, градове и северној Африци, као и делове данашње Француске, Немачке, Белгије, Луксембурга, и Холандије. Почетком 16. века, када је Магеланова експедиција прва опловила свет, Шпанија је постала прва империја у којој сунце није залазило. Ово је било Доба великих открића, а одважне експедиције су путем копна или мора пронашле нове трговачке путеве. Такође, тада Европљани започињу освајања и колонизацију нових територија. Шпански истраживачи су у матицу доносили племените метале, зачине, луксузна добра, и дотада непознате биљке, што је значајно допринело да Европљани промене своје виђење света. Културни процват током овог раздобља данас се сматра Златним веком Шпаније. Ширење империје довело је до огромних промена на америчком континенту које су се највише испољиле сломом тамошњих друштава и уништавањем домородачког становништва. Под утицајем хуманизма, контрареформације и нових географских открића и освајања настаје интелектуални покрет познат као Саламанканска школа (шп. Escuela de Salamanca), који је поставио прве савремене теорије о међународном и људском праву.
Крајем 16. и током прве половине 17. века, Шпанија се суочила са бројним изазовима. Пирати, под окриљем растућег Османског царства, пљачкајући и одводећи у робље становништво у бројним приобалним областима, онемогућавали су несметан живот. Такође, тиме су се поново јавиле претње о могућој исламској инвазији. Током овог раздобља Шпанија је често била у рату са Француском.
Протестантска реформација је допринела да Шпанија још више заглиби у верске ратове, што је имало за последицу повећање војне активности широм Европе и Медитерана.
Половином 17. века Шпанија се поред бројних ратова суочила и са кугом која је усмртила велики број становника Европе. Шпански Хабзбурзи су земљу увели у низ сукоба широм континента захваљујући којима су исцрпљени њени природни ресурси и привреда. Шпанија је успела да задржи највећи део расутог Хабзбуршког царства, као и да помогне снагама Светог римског царства у борби са протестантима, али је на крају ипак била приморана да призна отцепљење Португалије (део Иберијске уније од 1580. до 1640) и Холандије, и на крају да доживи озбиљне поразе од Француске током последњих година Тридесетогодишњег рата.
У другој половини 17. века, моћ Шпаније почиње да постепено опада. Била је принуђена да преда неколико мањих области Француској и Холандији; међутим, успела је да очува и да повећа своје огромно прекоморско царство, које је остало нетакнуто све до почетка 19. века.
Губитак моћи на европском тлу доживео је врхунац током сукоба око шпанског престола првих година 18. века. Рат за шпанско наслеђе био је међународни сукоб широких размера који је за исход, између осталог, имао губитак шпанских поседа широм Европе и позиције најјаче европске силе. Током овог рата на шпански престо постављена је династија Бурбона. Прву истински шпанску државу је успоставио први бурбонски краљ, Филип V, уједињавањем круна Кастиље и Арагона у јединствену државу, укидајући бројне привилегије и законе које су имали регионални владари.
Током 18. века у највећем делу царства долази до постепеног опоравка и пораста благостања. Нови бурбонски монарх је применио француски систем модернизације управе и привреде. Просветитељске идеје су постајале привлачније владајућој елити. Међународна позиција Шпаније поправила се, између осталог, захваљујући војној помоћи коју су слали побуњеницима у британским колонијама током Америчког рата за независност.

### Либерализам и национална држава
Шпанија је 1793, као чланица Прве коалиције, ушла у рат против Прве француске републике. У овом сукобу Шпанија је поражена услед чега је морала да пристане на Базелски мировни споразум. Споразумом се одрекла две трећине острва Хиспаниола и уступила их Француској. Шпански премијер Мануел Годој је 1807. склопио тајни споразум са Наполеоном о савезништву против Британије и Португалије. Наполеону је овиме омогућено да под изговором напада на Португалију окупира и Шпанију. Шпански краљ је абдицирао у корист Наполеоновог брата, Жозефа Бонапартеа.
На Жозефа Бонапартеа је гледано као на марионетског владара и самим тим није био прихваћен међу Шпанцима. Незадовољан бонапартистичким режимом народ се 1808. дигао на устанак. Побуне широм земље биле су почетак Шпанског рата за независност. Наполеон је био присиљен да лично интервенише. Поразио је неколико шпанских армија а једну британску армију је присилио на повлачење. Међутим, наставак борби шпанских армија, герилаца, и здружених британско-португалских снага, уз катастрофалне последице Наполеонове инвазије на Русију, довели су до повлачења француске војске из Шпаније 1814. године, и повратак краља Фернанда VII.
Током рата, 1810. године, сазвана је Скупштина у Кадизу (шп. Cortes de Cádiz), револуционарно тело са задатком да руководи борбом против бонапартистичког режима и да припреми устав.
Устав проглашен 1812. предвиђао је парламентарну монархију и општу заступљеност. Међутим, након пада бонапартистичког режима Фернандо VII је укинуо Генералну скупштину јер је намеравао да влада апсолутистички. Ови догађаји су наговестили будуће сукобе између конзервативаца и либерала током 19. и почетка 20. века.
Латиноамерички антиколонијални покрети искористили су сукобе на тлу Шпаније ради покретања борбе за ослобођење од шпанске власти. Шпанске колоније у Америци почеле су 1809. да подижу револуције и да проглашавају независност, што је довело до рата који је окончао шпанску контролу над овим подручјем. Краљ Фернандо VII је покушао да поврати власт над овом територијом покретањем реконкисте у Латинској Америци али се суочио са великим отпором како у колонијама тако и у самој Шпанији, јер су либерално оријентисани официри отказивали послушност. Крајем 1826. једине шпанске колоније на америчком тлу биле су Куба и Порторико.
Шпанија је након Наполеонових ратова била економски уништена, дубоко подељена и политички нестабилна. Током тридесетих и четрдесетих година 19. века дошло је до сукоба између антилибералних снага, познатих као карлисти, и либерала у Карлистичким ратовима. Из ових сукоба либералне снаге су изашле као победник. Након Славне револуције из 1868. и краткотрајне Прве шпанске републике уследио је много стабилнији период обнове монархије током ког су се на власти смењивали прогресивни и конзервативни либерали.
Крајем 19. века на Филипинима и на Куби јачају националистички покрети. Током 1895. и 1896. избили су Кубански рат за независност и Филипинска револуција у које су се укључиле и САД. Шпанско-амерички рат је избио у пролеће 1898. а завршен је поразом Шпаније и губитком свих њених колонија ван Африке.
Шпанија је у Африци имала споредну улогу, колонизујући Западну Сахару, Шпански Мароко и Екваторијалну Гвинеју. Током Првог светског рата била је неутрална. Велики губици које је претрпела у Другом мароканском рату пољуљали су поверење у владу и монархију.
Раздобље ауторитарне владавине под генералом Мигелом Примо де Ривером (1923—1931) окончано је успостављањем Друге шпанске републике. Република је понудила политичку аутономију областима у којима се говоре мањински језици (Баскији, Каталонији, и Галисији) и дала је право гласа женама. Власт су предводиле левичарске снаге. Са погоршавањем привредне ситуације, узроковане Великом депресијом, политичка дешавања у Шпанији постају хаотична и насилна.

### Шпански грађански рат и диктатура
Након победе Народног фронта на изборима 16. фебруара 1936. долази до сукоба са реакционарним снагама, које нису прихватале програм нове владе (ослобађање политичких затвореника, аграрна реформа, побољшање положаја радника). Током ноћи 16. и 17. јула исте године избила је побуна националиста у Шпанском Мароку, на Канарским острвима и у низу градова у Шпанији. Националисте је предводио генерал Франсиско Франко а помоћ им је пружала нацистичка Немачка и фашистичка Италија, док је Народни фронт уживао подршку Совјетског Савеза, Мексика и добровољаца из целога света окупљених у интернационалним бригадама. Међутим, није имао подршку западних сила због британске политике немешања у унутрашње ствари Шпаније. У изузетно крвавом грађанском рату почињени су бројни злочини на свим странама. Погинуло је више од пола милиона људи, док је око пола милиона било принуђено да напусти земљу. Рат је завршен 28. марта 1939. победом националистичких снага. Три дана касније Франко је објавио да Шпанија постаје монархија са регентским саветом а себе је поставио за шефа државе.
Франкова Шпанија је званично била неутрална у Другом светском рату, мада је имала симпатије ка Силама Осовине. Једина легална политичка организација током Франкове владавине била је Шпанска фаланга за окупљање националистичке синдикалистичке офанзиве (шп. Falange Española de las Juntas de Ofensiva Nacional Sindicalista), или само Фаланга, основана 1937. године. Њена идеологија се темељила на фалангизму, варијанти фашизма који је посебно наглашавао борбу против комунизма; католицизму и национализму. Године 1949. преименована је у Национални покрет (шп. Movimiento Nacional).
Након Другог светског рата Шпанија се налазила у политичкој и економској изолацији, ван чланства у Уједињеним нацијама. До промене је дошло 1955, током Хладног рата, када су Сједињене Државе решиле да успоставе војно присуство на Иберијском полуострву као противмеру могућем доласку Совјетског Савеза у Средоземље. Током шездесетих година 20. века Шпанија је забележила незапамћену стопу привредног раста у својој историји. Томе је допринела индустријализација, масовне миграције из селâ у градове и развој туризма. Франкову владавину карактерисала је ауторитарност, промовисање националног јединства, подржавање веома конзервативног вида католицизма познатог као национални католицизам (римокатолички клеронационализам), и дискриминаторна политика према мањинским језицима.

### Обнова демократије
Након Франкове смрти у новембру 1975. године Хуан Карлос је као краљ Шпаније постао и шеф државе. Након усвајања новог устава 1978. и обнове демократије значајна овлашћења су пренета на регионе а земља је децентрализована стварањем аутономних заједница.
У Баскији су радикални националисти, оличени у Ети, наставили да делују и након обнове демократије и давања велике аутономије овој покрајини.
Око 200 официра Цивилне гарде (шп. Guardia Civil) покушало је 23. фебруара 1981. да изврши пуч. Краљ Хуан Карлос је преузео команду над војском и успешно је спречио покушај пуча.
Током осамдесетих година 20. века повратак демократији омогућио је јачање отвореног друштва. Појавили су се нови културни покрети засновани на слободи изражавања, као што је La Movida Madrileña. Након референдума, Шпанија је 30. маја 1982. постала чланица НАТО. Исте године, први пут након четрдесет три године, на власт је дошла левичарска Шпанска социјалистичка радничка партија (PSOE). Четири године касније 1986. Шпанија је постала чланица Европске економске заједнице, претече Европске уније. Социјалисти су на власти остали до 1996. када их је сменила Народна партија (шп. Partido Popular; PP).
Шпанија је 1. јануара 2002. постала чланица Еврозоне а током неколико наредних година остварила је снажан привредни раст, знатно већи од просека Европске уније. Међутим, многи економисти су на врхунцу привредног раста упозоравали да ће због изузетно високих цена некретнина и великог трговинског дефицита доћи до озбиљног привредног колапса.
Локална исламистичка група, подстакнута деловањем Ал Каиде, извршила је 11. марта 2004. највећи терористички напад у историји Шпаније, у ком је страдала 191 особа а рањено је 1.800, постављањем бомбе у мадридском метроу. Иако се првобитно сумњало да је то дело баскијске групе ЕТА, убрзо је утврђено да се ради о исламистима. С обзиром да је требало да ускоро буду одржани општи избори овај догађај је изазвао политичке контроверзе. На изборима одржаним 14. марта 2004. већину је освојила Социјалистичка партија, предвођена Хосе Луисом Родригезом Запатером.
Током прве деценије 21. века у Шпанији је знатно повећан број странаца, са два посто 2000. на дванаест посто 2010. да би током последњих неколико година био у паду. Шпанија је 2005. озаконила истополне бракове. Пад вредности некретнина 2008. довео је финансијске кризе и велике незапослености, смањивања владиних издатака, обнове каталонског национализма а Арапско пролеће подстакло је становнике Шпаније на протесте током 2011. и 2012. године. Народна партија Маријана Рахоја победила је на изборима одржаним 2011. година а Рахој је постао премијер. Краљ Хуан Карлос је абдицирао 19. јуна 2014. у корист свог сина који је постао краљ Фелипе VI.

## Управа
Важећи устав Шпаније је донет 1978. а њена уставотворна традиција датира од 1812. када је овај правни акт први пут донет.
Према уставу, Шпанија се састоји од седамнаест аутономних заједница и два аутономна града са различитим степенима аутономије. Уставом је наглашено и недељиво јединство шпанске нације. Такође, устав прецизира непостојање државне религије и јамчи слободу вероисповести.
Шпанија се истиче тежњама ка једнакости полова у политици у привреди, ради чега су донети закони којима се то гарантује.

### Гране власти
Шпанија је парламентарна монархија, са наследним монархом и дводомном скупштином, Cortes Generales (Генерална скупштина). Извршну власт има Веће министара на челу са премијером, ког именује краљ а избор потврђује Представнички дом. Од 1978. краљ Хуан Карлос је увек за позицију премијера именовао кандидате странака које су освојиле већину места у скупштини.
Законодавну власт чине Представнички дом (шп. Congreso de los Diputados) са 350 чланова изабраних на општим изборима по пропорционалном систему са мандатом од четири године, и Сенат (шп. Senado) са 259 чланова од којих је 208 изабрано на општим изборима а 51 делегирано од регионалних тела са мандатом од четири године.
- Поглавар државе
  - Краљ Фелипе VI, од 19. јуна 2014.
- Председник владе
  - Премијер Педро Санчез, изабран 1. јуна 2018.
    - Заменик премијера и председавајући министар Кармен Калво.
- Кабинет
  - Веће министара (шп. Consejo de Ministros) које поставља премијер.

Шпанија је устројена као држава аутономија (шп. Estado de las Autonomías); једна је од највише децентрализованих држава у Европи, поред Швајцарске, Немачке и Белгије; на пример, све аутономне покрајине имају своје скупштине, владе, јавне управе, буџете, и приходе. Здравством и образовањем такође управљају локалне власт, а Баскија и Навара на основу посебним закона самостално управљају јавним финансијама. У Каталонији и Баскији, аутономне полицијске снаге са широким овлашћењима обављају неке од надлежности државне полиције.

### Административна подела
Шпанију чини седамнаест аутономних заједница и два аутономна града. Аутономне покрајине су подељене на провинције, којих има укупно педесет, а провинције су подељене на општине. У Каталонији постоје и два додатна нивоа територијалног устројства: комарке (шп. comarca) и вегерије (шп. vegueria); комарке су делови општина а вегерије делови комарки. Комарке постоје у свим аутономним покрајинама, међутим, за разлику од Каталоније, оне немају никакву функцију, већ су само историјски или географски појмови.

#### Аутономије
Аутономне покрајине су највиши ниво управне поделе у земљи. Настале су 1979. након што је на снагу ступио садашњи устав којим је признато право на самоуправу народима и областима Шпаније. Аутономне покрајине су подељене на провинције са заједничким историјским, културним, и привредним везама.
Свака од покрајина има Статут аутономије. Статутима аутономија је одређен назив покрајине у складу са њеним историјским идентитетом, границе њене територије, називи и организација институција владе и права која ужива према уставу.
Управљање аутономним покрајинама обављају:
- законодавна скупштина са члановима који се бирају на општим изборима према пропорционалном систему где су сви делови покрајине равномерно заступљени;
- владајуће веће, које има извршну и административну улогу на челу са председником ког номинује краљ Шпаније а бира законодавна скупштина;
- врховни суд правде, под ингеренцијом Врховног суда Шпаније, има судску власт над аутономном покрајином.

Каталонија, Галисија, и Баскија, сматрају се националностима па су самоуправу добили по убрзаном поступку. Андалузија је такође себе дефинисала као националност у свом првом статуту аутономије, иако је морала да прође дужи процес пре него што јој је то уставом признато. Након њих и друге покрајине су измениле своје статуте аутономија да би могле да добију ову одредницу у складу са својим историјским регионалним идентитетом. То су учиниле Валенсијанска Заједница, Канарска и Балеарска Острва, и Арагон.
Аутономне покрајине преко својих скупштина и влада имају значајне надлежности у законодавној и извршној власти. Надлежности покрајина могу да варирају. Само две аутономне покрајине — Баскија и Навара — имају потпуну фискалну аутономију. Поред фискалне аутономије, историјске националности — Андалузија, Баскија, Каталонија, и Галиција — имају веће принадлежности у односу на остале покрајине, па тако постоји могућност да председник неке од ових покрајина може било када да распусти скупштину покрајине и распише изборе. Такође, Баскија, Каталонија и Навара имају сопствену полицију. Снаге реда код осталих покрајина постоје или у мањој мери, као што је случај у Андалузији и у Мадриду, или их немају уопште.
Последњих година, усвајањем нових статута и амандмана на постојеће статуте аутономија ублажена је разлика у степену самоуправе између историјских националности и осталих покрајина.
Поред седамнаест аутономних заједница, постоје и два града са аутономним статусом који припадају првом нивоу територијалне поделе. То су Сеута и Мелиља, две шпанске ексклаве на северу афричке обале.

#### Провинције и општине
Аутономне покрајине су подељене на провинције, које су послужиле за настанак самих покрајина, док су провинције подељене на општине. Уставом је гарантовано постојање провинција и општина, чак и ако им то не обезбеђују статути аутономија. Шпанија има педесет провинција а аутономне покрајине Астурија, Балеарска Острва, Кантабрија, Мадрид, Мурсија, Навара и Риоха имају само једну провинцију која је у ствари сама покрајина. У овим случајевима провинције немају посебне административне институције већ постоје само оне које су у надлежности аутономне покрајине.

## Становништво
Популација шпаније износи 48.592.909, што је пораст од 0,9% у односу на 2020. Густина насељености је међу најмањима у ЕУ, и износи 91 ст./km². Најгушће су насељена подручја око Мадрида и медитеранска обала.
Укупна стопа плодности је 2017. износила 1,33, што је међу најнижима у свету, док је просечан грађанин Шпаније стар 43,1 годину.

### Највећи градови
| Извор: Државни институт за статитику | Извор: Државни институт за статитику | Извор: Државни институт за статитику | Извор: Државни институт за статитику | Извор: Државни институт за статитику | Извор: Државни институт за статитику | Извор: Државни институт за статитику | Извор: Државни институт за статитику | Извор: Државни институт за статитику | Извор: Државни институт за статитику |
|                                      | №                                    | Град                                 | Покрајина                            | Популација                           | №                                    | Град                                 | Покрајина                            | Популација                           |                                      |
| ------------------------------------ | ------------------------------------ | ------------------------------------ | ------------------------------------ | ------------------------------------ | ------------------------------------ | ------------------------------------ | ------------------------------------ | ------------------------------------ | ------------------------------------ |
| Мадрид Барселона                     | 1.                                   | Мадрид                               | Мадрид                               | 3.332.035                            | 11.                                  | Билбао                               | Баскија                              | 346.096                              | Валенсија Севиља                     |
| Мадрид Барселона                     | 2.                                   | Барселона                            | Каталонија                           | 1.660.122                            | 12.                                  | Кордоба                              | Андалузија                           | 323.763                              | Валенсија Севиља                     |
| Мадрид Барселона                     | 3.                                   | Валенсија                            | Валенсија                            | 807.693                              | 13.                                  | Ваљадолид                            | Кастиља и Леон                       | 297.459                              | Валенсија Севиља                     |
| Мадрид Барселона                     | 4.                                   | Севиља                               | Андалузија                           | 684.025                              | 14.                                  | Виго                                 | Галиција                             | 293.652                              | Валенсија Севиља                     |
| Мадрид Барселона                     | 5.                                   | Сарагоса                             | Арагон                               | 682.513                              | 15.                                  | Лоспиталет де Љобрегат               | Каталонија                           | 274.455                              | Валенсија Севиља                     |
| Мадрид Барселона                     | 6.                                   | Малага                               | Андалузија                           | 586.384                              | 16.                                  | Хихон                                | Астурија                             | 258.313                              | Валенсија Севиља                     |
| Мадрид Барселона                     | 7.                                   | Мурсија                              | Мурсија                              | 469.177                              | 17.                                  | Виторија                             | Баскија                              | 255.886                              | Валенсија Севиља                     |
| Мадрид Барселона                     | 8.                                   | Палма де Маљорка                     | Балеарска Острва                     | 423.350                              | 18.                                  | Коруња                               | Галиција                             | 247.376                              | Валенсија Севиља                     |
| Мадрид Барселона                     | 9.                                   | Лас Палмас                           | Канарска Острва                      | 378.027                              | 19.                                  | Елче                                 | Валенсија                            | 238.293                              | Валенсија Севиља                     |
| Мадрид Барселона                     | 10.                                  | Аликанте                             | Валенсија                            | 349.282                              | 20.                                  | Гранада                              | Андалузија                           | 230.595                              | Валенсија Севиља                     |

### Имиграција
Шпанија је после САД земља која прима највећи проценат имиграната на свету. Године 2005, у Шпанију је дошло 38,6% од укупног броја имиграната у Европску унију. Имигранти су у највећем броју из ибероамеричких земаља, затим из других земаља ЕУ источне Европе и Магреба. Велики део економског напретка у последњим годинама и обезбеђење пензионих фондова за надолазеће године се може захвалити имигрантима, с обзиром да је шпанско становништво све старије.

### Статистике
Од укупног броја становника Шпаније, 5,1 млн. су странци, или 11,4% становништва, према студији шпанског Националног института за статистику која је закључена 1. јануара 2006. Најбројнији странци у Шпанији су Мароканци (536.012), затим Еквадорци (461.310), Румуни (407.159) и Колумбијци (265.141). Од земаља Европске уније, најбројнији су Британци (274.723) и Немци (150.000), сконцентрисани углавном на југу и истоку Шпаније, конкретно, Аликанте и Малага.

#### Срби у Шпанији
Према последњим статистичким подацима од 1. јануара 2006. године, у Шпанији је живело 3.474 Срба, од којих 1.862 мушкараца и 1.612 жена. Највише има Срба између 30-34 године старости (укупно 593 од којих 351 мушкарац и 242 жене. Следе Срби између 25-29 година, којих има укупно 470, од којих 248 мушкараца и 222 жене. На трећем месту су Срби између 35-39 година старости, којих има укупно 447 — 272 мушкарца и 175 жена.

### Језици
Шпански језик или кастиљански је званични језик шпанске државе. Остали језици (и дијалекти) који се говоре у Шпанији су:
- Каталонски језик — козванични језик аутономних заједница Каталоније, Валенсије (валенсијански дијалект) и Балеарска Острва (мајоркански дијалект)
- Баскијски језик — козванични језик аутономне покрајине Баскије
- Галисијски језик — козванични језик аутономне покрајине Галисија
- Астурлеонски језик — нема статус коофицијелног језика
- Арагонски језик — нема статус коофицијелног језика

Шпански језик говори 74% популације, каталонски 17%, галицијски 7%, а баскијски 2% становништва.

## Привреда
Мада је Шпанија и после Другог светског рата била углавном аграрна земља, данас је она средње развијена држава у којој доминира терцијарни сектор — у укупном националном дохотку учествује са 56%. Секундарни сектор учествује са 39%, а пољопривреда има удео 5%. Запослени у пољопривреди чине 12% свих активних, док у индустрији и рударству ради 25% и у услугама 63%. На побољшању пољопривредне производње Шпанија је у последњих двадесетак година доста урадила, а то потврђују и бројне хуерте. Од обрадивих површина (470.000 ha) оранице и воћњаци заузимају 42%, ливаде и пашњаци 21%, шуме 30%, а неплодно је око 7%. Уз то, наводњава се око 3,2 милиона хектара. И данас највећи део пољопривредних површина припада велепоседницима (око 50%), а њихова имања — латифундије углавном имају површину већу од 250 ha. Мала имања су испод 50 ha, мада има доста мањих од једног ha.
Стопа незапослености у другој декади 2015. године, у Шпанији износила је 21%.

### Пољопривреда
Шпанија је пољопривредно развијена држава. Највише се производе житарице (пшеница, јечам, кукуруз) . Шпанија је прва у Европи по производњи маслиновог уља, а четврта по производњи вина. На Канарским острвима гаје се банане.

### Рудна богатства
Она је рудно богата земља,те се истиче експлоатација олова, цинка, боксита, бакра, гвожђа, сребра. Шпанија је богата са каменом соли, а прва је у свету по експлоатацији живе. Шпанији највише електричне енергије дају термоелектране (77%).

### Индустрија
Индустрија Шпаније је разноврсна. Развијена је аутомоблиска, машинска, хемијска, текстилна и индустрија бродоградње. Најпознатија марка аутомобила у Шпанији је Сеат. Индустријски центри ове земље су:Мадрид, Барселона и Севиља. У Шпанији се јавља један проблем, што је већи увозник него извозник. Шпанија извози убедљиво највише аутомобила 34,5 милијарди долара. Остали производи су делови за аутомобиле, рефилсана нафта, упаковани лекови. Ова држава извози у вредности од 319 милијарди долара, а највећи трговински партнери су јој Француска (47 милијарди), Немачка (35 милијарди), Португал, Италија и Уједињено Краљевство.
Производи које Шпанија увози су: сирова нафта (27,8 милијарди долара), Аутомобили (20 милијарди долара), природни гас (8,58 милијарди долара). Укупно, Шпанија увози 368 милијарди долара. Државе из којих највише производа стижу су: Немачка (47 милијарди долара), Француска (40 милијарди долара) и Италија (26 милијарди долара). Ова држава увози у вредности од 368 милијарди долара.

### Туризам
Велике приходе Шпанији даје туризам. Чак 70 милијарди долара (2019). Погодна клима, географски положај и клутурно историјске знаменитости довеле су до тога да је Шпанија друга најпосећенија држава на свету коју годишње посети 83,7 милиона људи, иза Француске коју посети 90 милиона. Најпознатије туристичке атракције су: Балеарска Острва, Канарска острва, Барселона, Мардид, Саграда Фамилија.

## Туристичко-географске регије
1. Коста Брава и Коста Дорада
2. Коста дел Азар
3. Коста Бланка
4. Коста дел Сол
5. Коста де ла Луз и Андалузија
6. Балеарска острва
7. Канарска острва
8. Кантабријско приморје или Коста Верде
9. Унутрашњост Шпаније и Пиринеји